# James R. Andersen
James Roy Andersen (10 mai 1904 - 25 février 1945) est un général américain.

## Biographie
Il est né au Wisconsin. Il devient officier en 1926. En 1936, il sert à Kelly Field au Texas. De 1943 à 1944, il sert au département général de la guerre. En janvier 1945, il sert dans la zone pacifique. 
Il décède le 26 février 1945 dans un accident d'avion proche de l'île de Kwajalein. L'avion est parti de Guam.

## Hommage
La Andersen Air Force Base porte son nom depuis 1949.